# 코스텔

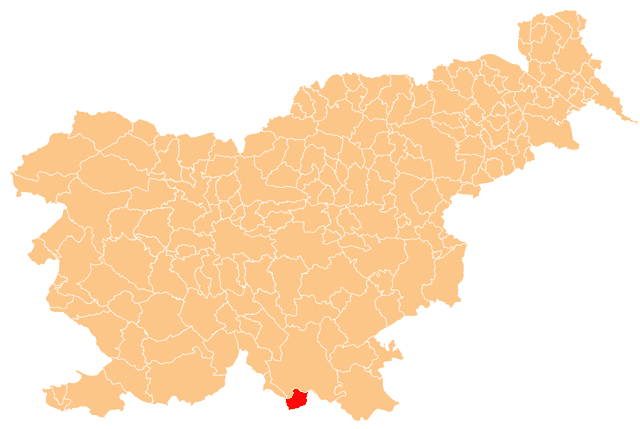
코스텔의 위치

코스텔(슬로베니아어: Kostel, 독일어: Grafenwarth 그라펜바르트[*])은 슬로베니아 남부에 위치한 도시로 면적은 56.1km2, 인구는 681명(2008년 기준), 인구 밀도는 12.14명/km2이다. 전통적으로는 돌렌스카 지역에 속한다. 쿠파강(콜파강) 좌안과 접하며 크로아티아 국경과 가까운 지점에 위치한다.